# Hermannia denudata
Hermannia denudata är en malvaväxtart som beskrevs av Carl von Linné d.y.. Hermannia denudata ingår i släktet Hermannia och familjen malvaväxter. Utöver nominatformen finns också underarten H. d. erecta.